# CD25

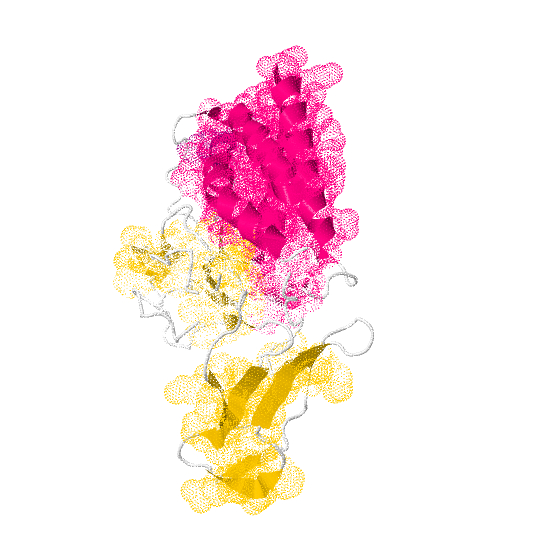
Model kompleksu IL-2 (kolor purpurowy) z receptorem CD25 (kolor żółty). Wygenerowano na podstawie pliku 1Z92.pdb.

CD25 (z ang. cluster of differentiation 25, także IL2Rα, IDDM10, TCGFR, p55) – łańcuch alfa receptora dla interleukiny 2. Wraz z łańcuchem beta (CD122) oraz wspólnym łańcuchem sygnałowym gamma (CD132) CD25 tworzy receptor dla IL-2 o wysokim powinowactwie. Homodimer CD25 wraz z łańuchem gamma tworzy z kolei receptor dla IL-2 o niskim powinowactwie. 
CD25 jest białkiem kodowanym przez gen IL2RA, który u człowieka jest zlokalizowany na chromosomie 10 w lokalizacji 10p15-p14. Masa cząsteczkowa CD25 wynosi ok. 55 kDa. CD25 występuje na powierzchni dojrzewających limfocytów T i limfocytów B, nie stwierdza się jednak jego obecności na limfocytach naiwnych. CD25 ulega przejściowej ekspresji na aktywowanych limfocytach T i B, konstytutywnie natomiast występuje na limfocytach Treg. Ponadto obecność tego białka stwierdza się również na niektórych komórkach dendrytycznych, fibroblastach oraz komórkach śródbłonka. Zewnątrzkomórkowy fragment CD25 może być odcinany enzymatycznie, co powoduje powstanie rozpuszczalnej formy tego białka, sCD25. Ze względu na fakt, że CD25 wchodzi w skład receptora dla IL-2 o wysokim powinowactwie, białko to pełni zasadniczą rolę w odpowiedzi limfocytów T na IL-2, która jest głównym czynnikiem wzrostu dla tych komórek. Ekspresja CD25 jest zatem istotna dla proliferacji, dłuższego czasu życia oraz funkcji komórek T.
Ze względu na istotną rolę IL-2 w biologii limfocytów T, szczególnie w kontekście chorób o podłożu zapalnym, CD25 jako receptor dla tej cytokiny stanowi potencjalny cel terapeutyczny. Przeciwciała blokujące funkcję CD25 (daklizumab i bazyliksymab) są testowane pod kątem przydatności w transplantologii i chorobach autoimmunizacyjnych. Z kolei podwyższony poziom sCD25 w płynach ustrojowych może być pomocny w diagnostyce m.in. nowotworów, chorób autoimmunizacyjncyh i sepsy.